# RADIO GA GA
「RADIO GA GA」（レディオガ・ガ)は、イギリスのロック・バンドクイーンが1984年にシングルとして発表した楽曲。同年発売のアルバム『ザ・ワークス』に収録され、後にベスト・アルバム『グレイテスト・ヒッツII』や『クラシック・クイーン』にも収録された。
作詞作曲はロジャー・テイラー、プロデュースはクイーンとラインホルト・マック。シングルはイギリスで2位、アメリカで16位、その他19カ国で第1位を獲得する世界的大ヒットとなり、テイラー初のヒット作となった。ただし、「ビルボード」誌の1984年年間トップ100ヒッツにはランクインできなかった。

## 解説
タイトルの由来は、テイラーの子がまだ赤ちゃん言葉の頃、ラジオを聴いていて「ラジオ、カカ」(Radio caca) と言ったことに発想を得たものだという。彼は後にこの「caca」を「恍惚として夢中になる」「盲目的に熱狂している」という意味の「ガガ」(ga ga) に改めて曲名とした。
この楽曲が発表された当時すでに「音楽はテレビやビデオで聴くもの」という価値観が浸透した頃であり、「ラジオは古いメディアとして廃れる」という意見も散見されていた。クイーン自体も「ボヘミアン・ラプソディ」をはじめとした前衛的なPVやメディア露出によってスターダムへと駆け上がった側であったが、そうした世相の中でラジオに対するノスタルジーや他のメディアとは異なる役割・魅力を謳う楽曲となっている。
一部の音楽評論家からはこの内容が「非常にファシズム的である」と批判されたが、その批判を押しのけるヒットチャートとなった。
アメリカの女性シンガーソングライターのレディー・ガガの名は、この曲が由来である。
また、『グランド・セフト・オートV』のBGMにこの曲が使われている。

## ミュージック・ビデオ
楽曲のミュージック・ビデオは、デヴィッド・マレット監督の下で制作された。このビデオには、1927年のフリッツ・ラング監督の映画『メトロポリス』からの映像が使用されている。これは、この映画のリメイク版を製作する際、フレディがサウンドトラックに自身のソロ曲である「ラヴ・キルズ」を提供したため、無償で映像を提供されることになったためである。
ミュージック・ビデオの内容は、「空飛ぶ車でメトロポリスの世界に入っていく」というもの。撮影ではサビの部分ではファンクラブの500人をエキストラとして使用した。ビデオでの大勢でこぶしを突き上げ手を叩いてリズムに乗るシーンは、そのままコンサートにも活かされ、「ライブエイド」のハイライトにもなった。
MVではメトロポリスの映像から1920年から1940年頃の世界大戦期を想起させる内容、クイーンの過去作のMVが登場し、一つのストーリーのような構成が組まれている。また、前述のような手を叩くパフォーマンスのきっかけとなったこともあり、人気を博した。

## ライブでの演奏
ライブでは、1984年の「ワークスツアー」から演奏し始めた。それ以降、クイーンのライブにおいて、欠かせない存在になっている。
1985年7月13日にウェンブリー・スタジアムで開催された「ライブエイド」では、1曲目の「ボヘミアン・ラプソディ」（ショート版）に続いて、2曲目に演奏された。この時のユニゾン部分での7万2000人もの観客によるクラップが話題を呼んだ。ちなみに、2018年に公開された映画『ボヘミアン・ラプソディ』においても、このライブ演奏が再現されている。
1992年4月20日にウェンブリー・スタジアムで開催された「フレディ・マーキュリー追悼コンサート」では、ポール・ヤングが他のクイーンのメンバーと演奏した 。
2002年にバッキンガム宮殿の庭園で開催された「Party at the Palace」で演奏された際は、ロジャーがボーカル、フィル・コリンズがドラムスを担当した。
また、2005、2006年には、クイーン + ポール・ロジャースツアーで演奏された。2005年、2006年のツアーでは冒頭をテープにあわせてロジャーが歌い、途中でポールが歌い継ぐところでロジャーがドラムスに戻っていたが、2008年のヨーロッパツアーでは最初からロジャーはドラムスに徹し、すべてポール・ロジャーズが歌っている。エンディングのギターソロはブライアン・メイのスライドギター（ボトルネック奏法）が聞ける。

## 収録曲

### 7インチ盤
1. RADIO GA GA - Radio Ga Ga (Taylor) 5:47
2. アイ・ゴー・クレイジー - I Go Crazy (May) 3:42

### 12インチ盤
1. RADIO GA GA (エクステンデッド・ヴァージョン) -  Radio Ga Ga (Extended Version) (Taylor) 6:50
2. RADIO GA GA (インストルメンタル) -  Radio Ga Ga (Instrumental) (Taylor) 6:00
3. アイ・ゴー・クレイジー - I Go Crazy (May) 3:42

## 演奏
クイーン
- フレディ・マーキュリー – リードヴォーカル、シンセサイザー、サンプラー
- ブライアン・メイ – エレクトリックギター、コーラス
- ロジャー・テイラー  – ドラムス、電子ドラム、ドラムマシン、ボコーダー、コーラス、サンプラー、シンセサイザー
- ジョン・ディーコン - ベース、コーラス

外部ミュージシャン
- フレッド・マンデル - シンセサイザー・アレンジメント、シンセサイザー・プログラミング、シンセサイザー